# Операриа
ОПЕРАРИА (2019) је први оперски фестивал у земљи. У сарадњи са Српским народним позориштем, овај Фестивал промовише оперу на један нов и савремен начин. Програм Прве Операрие (14. јуна - 21. јуна 2019) састоји се из концерата најлепших арија, такмичења соло певача, дечијих опера и Гала концерaта. У оквиру овог фестивала, наступају разни музички уметници и ансамбли из целог света, дакле, фестивал је међународног карактера.

## IОперариа(14. јуна - 21. јуна 2019)

### Опере
Први фестивал је одржан у знаку великих опера чувеног италијанског композитора Ђузепе Вердија. Изведене су две опере са гостовањима учесника из Србије и иностранства:
- Риголето, Ђузепе Верди; Опера и Балет Српског народног позоришта; диригент: Андреа Солинас (Италија); редитељ: Александар Николић (Београд) и
- Бал под маскама, Ђузепе Верди , Румунска национална опера, Темишвар (Opera Nationala Romana, Timisoara); диригент: Дејан Савић (Београд); режија: Франс Мевис (Холандија).  - Операриа и Опера СНП, Нови Сад, Риголето, Ђ. Верди, премијера 14. јун 2019. Фотографије су део фото збирке Српског народног позоришта. Фото: Срђан Дорошки

### Дечје опере
Нови Сад се представио и већ традиционалним операма за децу које су изводили оперски певачи из удружења уметника "Високо Ц" из Новог Сада:
- Снежана и седам патуљака Петра Крстића и
- Црвенкапа, Петра Јовановића.

### Такмичење соло певача „Вера Ковач Виткаи“
Ово престижно такмичење названо по примадони Опере Српског народног позоришта, окупило је жири међународног карактера и високог ранга у саставу:
1. Марта Балаж, професор, СМШ „Исидор Бајић“, Нови Сад;
2. Агота Виткаи Кучера, професор АУ Нови Сад;
3. Флоријан Балаж, професор АУ Нови Сад;
4. Лидија Хорват Дуњко, професор Музичке академије свеучилишта у Загребу и Свеучилиште „Јураја Добриле“, Пула;
5. Валентина Ташкова, професор, МШ „Мокрањац“, Београд;
6. Мариус Мањов, универзитетски профеоср из Румуније и вокални уметник;
7. Илмар Лапинш, генерални директор и шеф диригент Симфонијског оркестра губерније Иркутск (Русија)
8. Радмила Бакочевић, професор емеритус, ФМУ, Београд.

### Концерти
На првом фестивалу су одржани и следећи концерти:
- Вече барокне опере – концерт оперских арија, Оркестар New Trinity Baroque, САД / Србија (на историјским инструментима); диригент: Предраг Госта (САД / Србија) солисти Нове београдске опере: Радослава Воргић - сопран, Драгана Поповић - мецосопран, Предраг Ђоковић - контратенор и Сретен Манојловић - бас-баритон На програму су били: Хендл, Вивалди, Лили и Рамо. Концерт је реализован у сарадњи са Фестивалом ране музике.
- Гала концерт „Младе наде“ на којем су учествовали победници такмичења „Вера Ковач Виткаи“ и Војвођански симфонијски оркестар. Диригент је био: Александар Којић.
- Концерт „Музика доброг расположења" Новосадског Биг Бенда којим је дириговао: Федор Вртачник , док су вокални солисти били: Невена Рељин, Зорана Иђушки и Душан Свилар.
- Гала концерт поводом Светског дана музике (21. јун) којим је свечано затворен Фестивал. Учествовали су солисти, хор и оркестар Опере Српског народног позоришта и гости, а дириговао је Илмар Лапинш из Русије.

### Место одржавања
Сви догађаји у оквиру фестивала су се одржавали у Новом Саду, у згради Српског народног позоришта, на Броду „Цепелин”, у Католичкој порти и у Новосадској синагоги.